# Championnats d'Europe de gymnastique artistique masculine 2006
Navigation
Édition précédente Édition suivante
Le 27e championnat d'Europe de gymnastique artistique masculine s'est déroulé à Volos en Grèce du 4 au 7 mai 2006. Le concours général individuel n'a pas eu lieu.

## Résultats

### Concours général par équipe
| Rang               | Pays | Gymnastes                                                                                       | Total   |
| ------------------ | ---- | ----------------------------------------------------------------------------------------------- | ------- |
| Médaille d'or      | RUS  | Aleksandr Safoshkin Sergei Khorokhordin Maksim Devyatovskiy Anton Golotsutskov Anatoli Vasiliev | 272.225 |
| Médaille d'argent  | ROM  | Marian Dragulescu Răzvan Șelariu Ilie Daniel Popescu Alin Sandu Jivan Flavius Koczi             | 270.325 |
| Médaille de bronze | BLR  | Ivan Ivankov Dzianis Saviankou Dimitri Savitski Dimitri Kasparovich Viachaslav Volkav           | 268.975 |

### Finales par engins

#### Sol
| Rang               | Gymnaste                 | Total  |
| ------------------ | ------------------------ | ------ |
| Médaille d'or      | Anton Golotsutskov (RUS) | 15.600 |
| Médaille d'argent  | Marian Dragulescu (ROU)  | 15.525 |
| Médaille de bronze | Martin Konecny (CZE)     | 15.475 |

#### Cheval d'arçon
| Rang               | Gymnaste               | Total  |
| ------------------ | ---------------------- | ------ |
| Médaille d'or      | Flavius Koczi (ROU)    | 15.250 |
| Médaille d'argent  | Eugen Spiridonov (GER) | 14.775 |
| Médaille de bronze | Oleksandr Suprun (UKR) | 14.750 |

#### Anneaux
| Rang               | Gymnaste                  | Total  |
| ------------------ | ------------------------- | ------ |
| Médaille d'or      | Aleksandr Safoshkin (RUS) | 16.425 |
| Médaille d'argent  | Yordan Yovchev (BUL)      | 16.275 |
| Médaille de bronze | Andrea Coppolino (ITA)    | 16.000 |

#### Saut
| Rang               | Gymnaste                | Total  |
| ------------------ | ----------------------- | ------ |
| Médaille d'or      | Marian Drăgulescu (ROU) | 16.587 |
| Médaille d'argent  | Alin Sandu Jivan (ROU)  | 16.387 |
| Médaille de bronze | Raphaël Wignanitz (FRA) | 16.337 |

#### Barres parallèles
| Rang               | Gymnaste              | Total  |
| ------------------ | --------------------- | ------ |
| Médaille d'or      | Mitja Petkovsek (SVN) | 16.025 |
| Médaille d'argent  | Yann Cucherat (FRA)   | 15.675 |
| Médaille de bronze | Ivan Ivankov (BLR)    | 15.550 |

#### Barre fixe
| Rang               | Gymnaste                  | Total  |
| ------------------ | ------------------------- | ------ |
| Médaille d'or      | Vlasios Maras (GRE)       | 15.725 |
| Médaille d'argent  | Sergei Khorokhordin (RUS) | 15.550 |
| Médaille de bronze | Christoph Schaerer (SUI)  | 15.525 |

## Tableau des médailles
| Rang  | Nation      | Or | Argent | Bronze | Total |
| ----- | ----------- | -- | ------ | ------ | ----- |
| 1     | Russie      | 3  | 1      | 0      | 4     |
| 2     | Roumanie    | 2  | 3      | 0      | 5     |
| 3     | Grèce       | 1  | 0      | 0      | 1     |
|       | Slovénie    | 1  | 0      | 0      | 1     |
| 5     | France      | 0  | 1      | 1      | 2     |
| 6     | Allemagne   | 0  | 1      | 0      | 1     |
|       | Bulgarie    | 0  | 1      | 0      | 1     |
| 8     | Biélorussie | 0  | 0      | 2      | 2     |
| 9     | Ukraine     | 0  | 0      | 1      | 1     |
|       | Italie      | 0  | 0      | 1      | 1     |
|       | Suisse      | 0  | 0      | 1      | 1     |
|       | Tchéquie    | 0  | 0      | 1      | 1     |
| TOTAL | TOTAL       | 7  | 7      | 7      | 21    |